# Stadingos
Los stadingos fueron una rama de los maniqueos que despreciaban la doctrina y las ceremonias de la iglesia, daban culto al demonio, practicaban la magia y cometían todo género de liviandades en sus juntas nocturnas. 
Véase cómo cuentan algunos autores el origen de los stadingos. Una señora distinguida, mujer de un militar, se presentó un día de Pascua a su cura propio con su ofrenda: esta le pareció muy corta al cura, que se quejó y resolvió vengarse. Concluido el oficio la mujer pidió la comunión y el cura en vez de darle la sagrada hostia le puso en la boca la moneda que había recibido en ofrenda. El recogimiento y el temor de que estaba penetrada la señora, no la dejaron advertir que en vez de la hostia había recibido una moneda y la tuvo algún tiempo en la boca; mas cuando quiso tragarla, lo conoció y experimentó los más terribles tormentos creyendo que sería indigna de recibir el cuerpo de Dios y que en castigo de su mala disposición se habría convertido la santa forma en aquella moneda. El dolor y la agitacion alteraron su semblante en términos que el marido lo conoció y quiso saber la causa. En cuanto se enteró de ella pidió el castigo del sacerdote y como le fuese negado, él por su mano se tomó la venganza y le mató. 
Este horrendo crimen le obligó a él y a sus amigos a huir de la persecución de la justicia y unidos con algunos maniqueos y albigenses de los que andaban diseminados por Alemania, formaron una secta que se llamó de los stadingos. Su número creció insensiblemente, y su osadía llegó al extremo de la ferocidad. Mataron a los misioneros enviados para convertirlos, y persuadiéndose á que hacían una obra agradable a Lucifer si quitaban la vida a todos los ministros de la religión cristiana, corrían los campos, saqueaban las iglesias y degollaban a los sacerdotes.
Los católicos se atemorizaron de estos herejes. Conrado de Marpurg, de la orden de predicadores, nombrado inquisidor y encargado en 1233 de predicar la cruzada contra ellos, los persiguió con ardiente celo y condenó a muchos a la hoguera; pero ellos procuraron sorprenderle y le asesinaron. Por fin al año siguiente fueron derrotados en una batalla en que perecieron más de seis mil y otros muchos huyendo se ahogaron en el Weser. Los que se libraron no tardaron en someterse y pedir la absolución.